# Bledzew (gemeente)
De gemeente Bledzew is een landgemeente in het Poolse woiwodschap Lubusz, in powiat Międzyrzecki.
De zetel van de gemeente is in Bledzew.
Op 30 juni 2004 telde de gemeente 4632 inwoners.

## Oppervlakte gegevens
In 2002 bedroeg de totale oppervlakte van gemeente Bledzew 247,58 km², waarvan:
- agrarisch gebied: 35%
- bossen: 57%

De gemeente beslaat 17,84% van de totale oppervlakte van de powiat.

## Demografie
Stand op 30 juni 2004:
| Omschrijving                   | Totaal | Totaal | Vrouwen | Vrouwen | Mannen | Mannen |
| ------------------------------ | ------ | ------ | ------- | ------- | ------ | ------ |
| eenheid                        | aantal | %      | aantal  | %       | aantal | %      |
| inwoners                       | 4632   | 100    | 2281    | 49,2    | 2351   | 50,8   |
| bevolkingsdichtheid (inw./km²) | 18,7   | 18,7   | 9,2     | 9,2     | 9,5    | 9,5    |

In 2002 bedroeg het gemiddelde inkomen per inwoner 1692,87 zł.

## Administratieve plaatsen (sołectwo)
Bledzew, Chycina, Goruńsko, Nowa Wieś, Osiecko, Popowo, Sokola Dąbrowa, Stary Dworek, Templewo, Zemsko.

## Overige plaatsen
Bledzewka, Dębowiec, Elektrownia, Katarzynki, Kleszczewo, Kryl, Krzywokleszcz, Małoszewo, Osada Rybacka, Pniewo, Strużyny, Templewko, Tymiana.
Ponadto 2 leśniczówki: Popowo (7 mieszkańców) en Stary Dworek (2 mieszkańców).

## Aangrenzende gemeenten
Deszczno, Lubniewice, Międzyrzecz, Przytoczna, Skwierzyna, Sulęcin